# Pykniospora
Pykniospora, pyknospora, konidiospora lub pyknokonidium (l. mn. pykniospory, pyknospory, pyknokonidia) – rodzaj konidium, czyli zarodnika grzybów powstającego w wyniku rozmnażania bezpłciowego (mitozy). Powstają w niewielkich tworach zwanych pyknidiami. Pykniospory (pyknokonidia) występują głównie u workowców, rzadziej u podstawczaków i różnią się od zarodników powstających w workach i na podstawkach. Są bardzo drobne, mają kształt elipsoidalny, pałeczkowaty, piszczelowaty, lub bardziej lub mniej wydłużony i mogą być proste lub zgięte. Oddzielają się bezpośrednio na komórce bazalnej (pyknokonidia egzobazydialne) lub na wyrastających z niej sterygmach (pyknokonidia endobazydialne).
Pykniospory powstają z grzybni o haploidalnej liczbie chromosomów, ta zaś wyrasta z bazydiospor lub askospor. Są dwa rodzaje pyknospor: pykniospory (+), powstałe z bazydiospory lub askospory (+) oraz pykniospory (-), powstałe z bazydiospory lub askospory (-).
U będącej pasożytem rdzy zbożowej (Puccinia graminis) pykniospory są jednokomórkowe, jednojądrowe i bardzo niewielkich rozmiarów. Roznoszone są przez muchy. U należącego do porostów chrobotka strzępiastego (Cladonia fimbriata) pyknokonidia mają rozmiar 7–8 × 1,5–2,5 μm.